# Skarpnäcks värmeverk

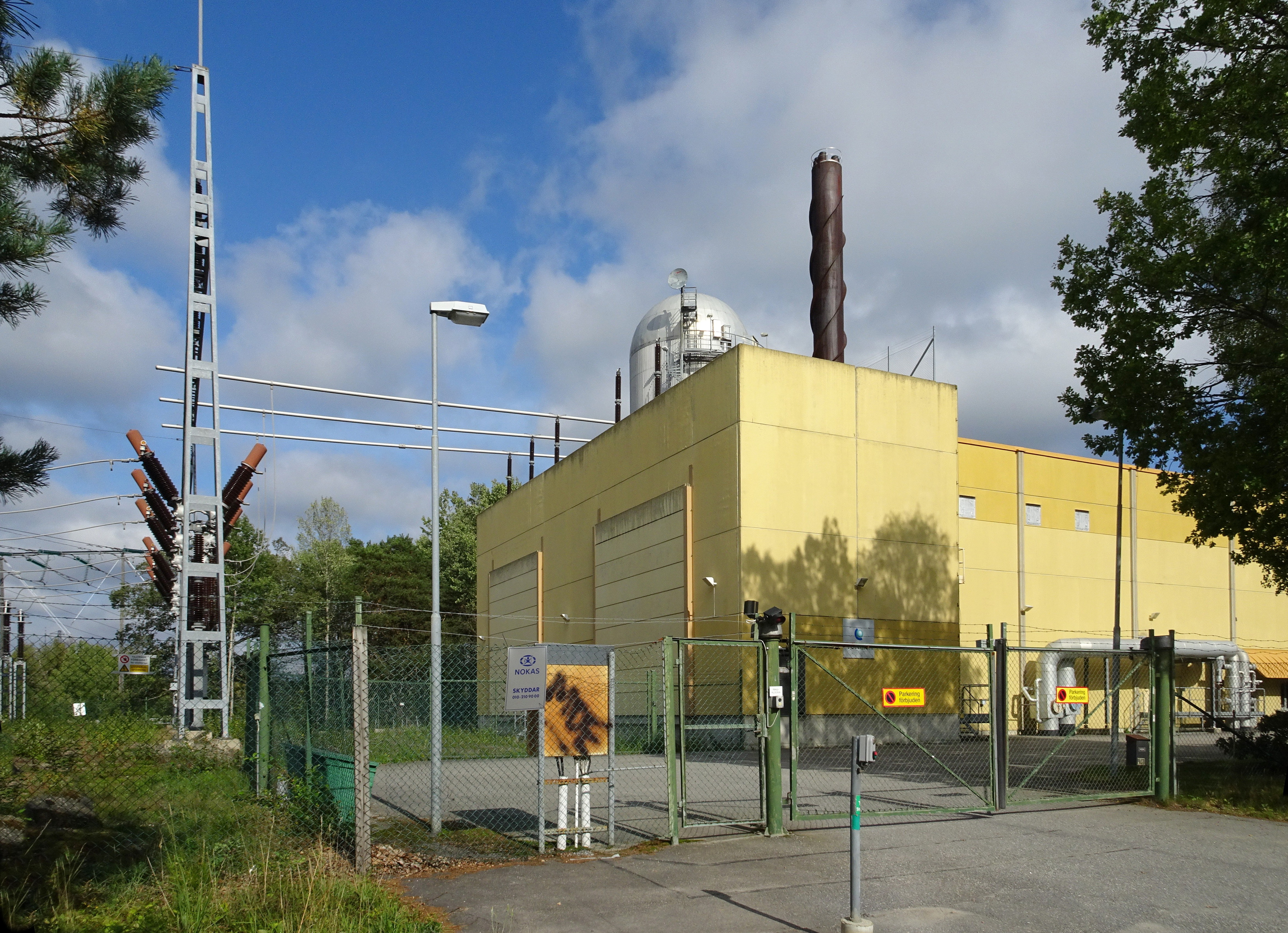
Skarpnäcks värmeverk, 2018

Skarpnäcks värmeverk (fastigheten Solvärmen 1) är en av flera produktionsenheter för fjärrvärme i Stockholms södra fjärrvärmenät. Anläggningen är belägen mellan Flatenvägen och Tyresövägen i Skarpnäcks stadsdelsområde i Söderort.

## Anläggningen
Skarpnäcks värmeverk projekterades av byggnadsbyrån vid Stockholm Energi och uppfördes 1982–1984  på en mindre bergsknalle mellan Flatenvägen och Tyresövägen, nära Flatens naturreservat. Ursprungligen skulle verket förse det nybyggda bostadsområdet på Skarpnäcksfältet med fjärrvärme.
I Stockholms södra fjärrvärmenät finns Högdalenverket och Hammarbyverket, som producerar huvuddelen av fjärrvärmen. Därtill kommer några mindre värmeverk som fungerar som spets- och reservanläggningar. Skarpnäck värmeverk är ett av dessa. Värmeverket producerar idag (2020) varmvatten med hjälp av fem oljeeldade pannor, tre med effekten 10 MW vardera och två med effekten 5 MW. Rökgaserna från verket avleds i fyra separata rökrör till en 47 meter hög skorsten. Ägaren, Stockholm Exergi, har för avsikt att ersätta de befintliga pannorna i Skarpnäcks värmeverk med en eller två nya pannor, som kommer att drivas med bioolja och bränslepellets.
Öster om anläggningen hade man reserverad en tomt (Solfångaren 1) för en framtida utvidgning med en biogasanläggning som dock inte kom till stånd. Istället fastställdes i maj 2020 en ny detaljplan som möjliggör bygget av en större datacentral vars överskottsvärme skall omvandlas till fjärrvärme i Skarpnäcks värmeverk. Det är en del av ett samarbetsprojekt mellan Stockholms stad, Stockholm Business Region, Stockholm Exergi, Ellevio och Stokab som skall attrahera och möjliggöra etablering av datahallar i Stockholm. Konceptet bygger på att ta tillvara överskottsvärme från datahallar och nyttiggöra energin i fjärrvärmenätet. En förutsättning för att kunna uppnå detta är bland annat att datahallarna placeras i nära anslutning till befintliga värmeverk.